# Luka, Iemilciîne
Luka (în ucraineană Лука) este un sat în comuna Velîka Hlumcea din raionul Iemilciîne, regiunea Jîtomîr, Ucraina.

## Demografie
Componența lingvistică a localității Luka
     Ucraineană (100%)
Conform recensământului din 2001, toată populația localității Luka era vorbitoare de ucraineană (100%).